# Punta Perrucchetti
La Punta Perrucchetti ou La Spedla est un sommet des Alpes, à 4 018 ou 4 021 m d'altitude. C'est une antécime située à 170 mètres du sommet du piz Bernina et un nœud orographique où passe la frontière entre l'Italie et la Suisse.

## Toponymie
La montagne est nommée d'après Giuseppe Perrucchetti, un général et homme politique italien.